# Catherine de Zegher

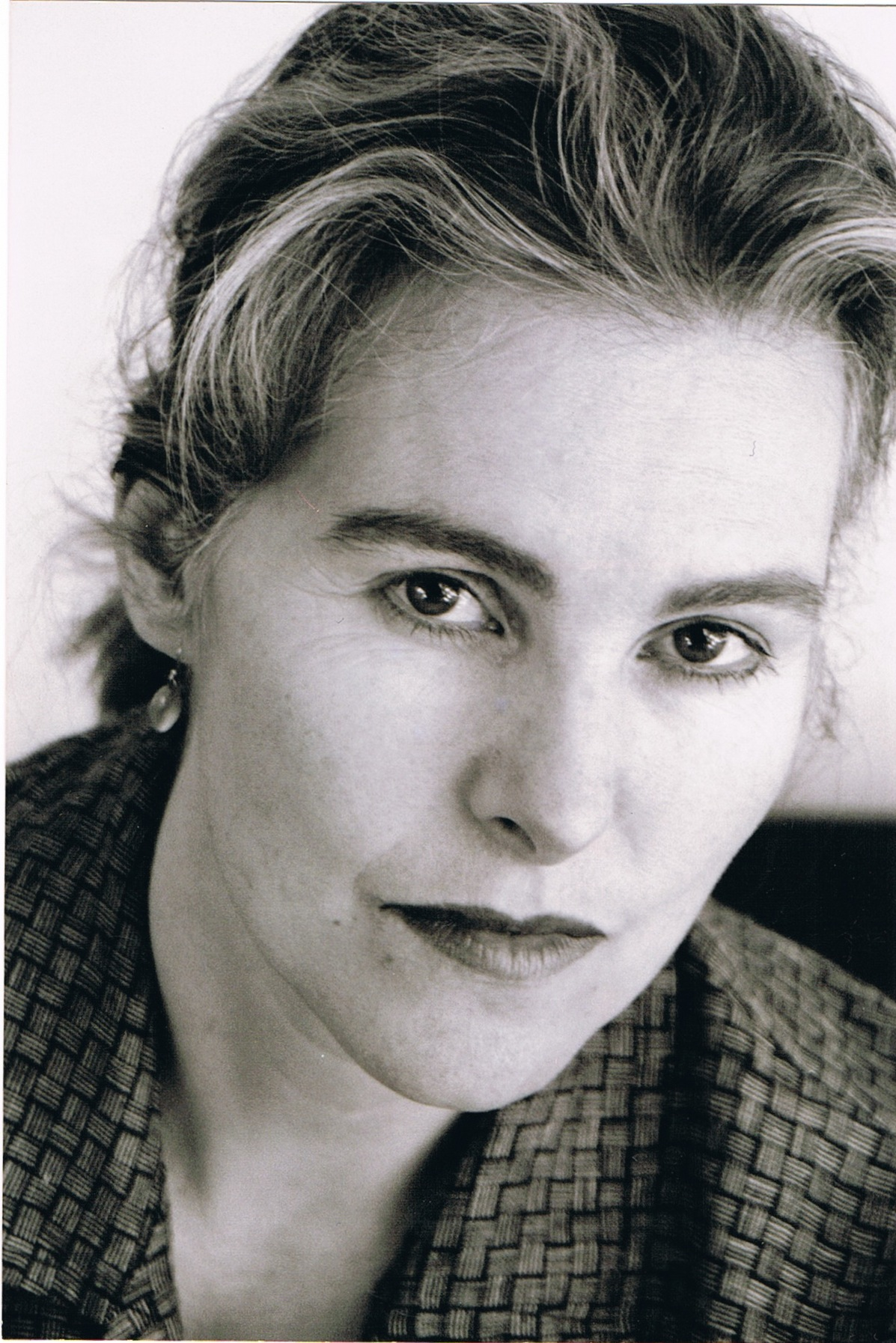
Catherine de Zegher

Marie-Catherine (Cathy) de Zegher (Groningen, 14 april 1955) is een Belgische kunsthistorica en curatrice.
Ze is lid van de Koninklijke Vlaamse Academie van België sinds 2014.

## Biografie

### Opleiding
De Zegher verhuisde op driejarige leeftijd naar Kortrijk en liep er school in het Lyceum Onze-Lieve-Vrouw van Vlaanderen. Daarna studeerde ze kunstgeschiedenis en archeologie aan de Rijksuniversiteit Gent.

### Belgische Universiteiten
Aanvankelijk voerde ze archeologisch onderzoek uit aan verschillende Belgische universiteiten. 

### Provincie West-Vlaanderen
Ze werkte daarna voor de Provincie West-Vlaanderen van 1982 tot 1987 in de afdeling Kunstpatrimonium in Brugge. Van 1986 tot 2004 was ze lid van de Koninklijke Commissie voor Monumenten en Landschappen.
In 2010 maakte ze in het Museum of Modern Art in New York de overzichtstentoonstelling over tekenen in de 20e eeuw: "On Line. Drawing Through the Twentieth Century," die tot beste museumtentoonstelling en catalogus werd uitgeroepen door AICA. Daarvoor was de Zegher directrice van Tentoonstellingen en Publicaties bij de Art Gallery of Ontario in Toronto (Canada), waar ze de herinstallatie van de Europese collectie superviseerde, na de renovatie van het museumgebouw door Frank Gehry. Internationaal verwierf ze faam als directrice van de The Drawing Center in New York. van 1999-2006.

### Kunststichting Kanaal in Kortrijk
Voor haar vertrek naar Noord-Amerika, tussen 1987 en 1998, was de Zegher directrice van Kunststichting Kanaal in Kortrijk, waar ze de tentoonstelling maakte "Inside the Visible. An Elliptical Traverse of 20th-Century Art in, of, and from the Feminine," die getoond werd in de ICA Boston, de Whitechapel in London, en de Art Gallery of Western Australia in Perth. In 1997 was ze de curatrice van het Belgisch Paviljoen in Venetië (Thierry De Cordier).
Van 2011 tot 2012 was ze artistiek directrice van de 18de Biënnale van Sydney in Australië. In 2013 was ze de artistieke directrice van de 5e Moskou Biënnale (Rusland) en ook de curatrice van het Australisch Paviljoen (Simryn Gill) in de 55e Biënnale van Venetië.
De Zegher ontving diverse prijzen voor haar werk sinds de jaren 1990. Van de Association of Art Museum Curators (AAMC) ontving ze in 2006 de Outstanding Exhibition or Installation prijs voor haar Eva Hesse Drawing tentoonstelling. Van de Internationale Vereniging van Kunstcritici ontving ze in 2011 de Award For Beste Thematic Museum Show In New York. Ze is de auteur en redactrice van een honderdtal boeken, waaronder "Women Artists at the Millennium" (MIT Press). In 2014 verscheen haar laatste boek met essays over hedendaagse kunstenaressen: "Women’s Work Is Never Done" (MER.Paperhalle).

### Museum voor Schone Kunsten in Gent
Van 2013 tot 2019 was De Zegher directrice van het Museum voor Schone Kunsten te Gent. Tijdens haar ambtsperiode werd onder het motto Open Museum de presentatie van de collectie volledig herdacht en herschikt. Haar programma omvatte tentoonstellingen, zoals Theodore Gericault, Julia Margaret Cameron, Marthe Donas, Love Letters in War and Peace. Haar focus lag dikwijls op het werk van vrouwelijke kunstenaars. Ze werd uiteindelijk definitief uit haar ambt gezet in 2019 naar aanleiding van het Toporovski schandaal.

#### De zaak Toporovski
Op 8 maart 2018 werd ze voor onbepaalde duur tijdelijk geschorst. Reden was dat ze op 15 januari 2018 in diskrediet was geraakt door de zaak-Toporovski, de omstreden bruikleenovereenkomst van het MSK met Igor Toporovski rond mogelijk niet-authentieke Russische kunst. Ze werd geschorst na vermoedens van schriftvervalsing rond de bruikleen, omdat ze geen bewijs kon voorleggen dat ze voorafgaand aan de bruikleen onderzoek had laten uitvoeren naar de collectie, en nadat bleek dat ze valse verklaringen had afgelegd bij de stedelijke commissie cultuur. De Zegher vechtte haar schorsing aan bij de provinciegouverneur en ze kreeg ook steun van 63 personen uit de kunstwereld, maar de waarnemend gouverneur van Oost-Vlaanderen zag geen redenen om op te treden na haar klacht tegen de stad Gent. De personeelsleden van het museum lieten eind 2018 in het museum een brief rondgaan waarin ze het vertrouwen opzegden in De Zegher. In januari 2019 deed de stad Gent aangifte tegen De Zegher, waarop ze op haar beurt de schepen van cultuur Sami Souguir voor de rechter daagde wegens smaad. In februari 2019 werd ze definitief opzij geschoven als directrice van het MSK. Op 16 december 2019 werden Toporovski en zijn vrouw aangehouden op verdenking van onder meer heling en oplichting, en in januari 2020 onder voorwaarden weer vrijgelaten. Sinds mei 2020 is ze met pensioen. De interne tuchtprocedure tegen De Zegher bleef zo zonder gevolg.

## Personalia
De Zegher is gehuwd en heeft drie kinderen.

## Oeuvre
- Carol Armstrong & Catherine de Zegher (redactrices) Women artists at the Millennium, MIT Press, ISBN 9780262012263, 2006
- See All This Art Magazine #20 Pretty Brilliant Women in the Arts volume I, 2020[27]
- See All This Art Magazine #28 Pretty Brilliant Women in the Arts volume II, 2022[28]
- See All This Art Magazine #38 Pretty Brilliant Women in the Arts volume III, 2025